# Meurtres en direct
Pour plus de détails, voir Fiche technique et Distribution.
Meurtres en direct (Wrong Is Right) est un film américain de Richard Brooks, sorti en 1982.

## Synopsis
Ce film critique le rôle des médias dans leur traitement irréaliste de la violence.

## Fiche technique
- Titre original : Wrong Is Right
- Réalisation : Richard Brooks
- Scénario : Richard Brooks d'après le roman The Better Angel de Charles McCarry
- Musique : Artie Kane
- Photographie : Fred Koenekamp
- Montage : George Grenville
- Production : Richard Brooks
- Sociétés de production : Columbia Pictures & Rastar Productions
- Société de distribution : Columbia Pictures
- Pays de production :  États-Unis
- Langue : Anglais
- Format : Couleur - Mono - 35 mm - 1,85:1
- Genre : Thriller, Satire
- Durée : 113 min
- Date de sortie :
  - États-Unis : 16 avril 1982
  - Allemagne de l'Ouest : 17 décembre 1982
  - Royaume-Uni : 28 octobre 1985 (Diffusion TV)

## Distribution
- Sean Connery (VF : Jean-Claude Michel) : Patrick Hale
- George Grizzard (VF : Roger Carel) : Le président Lockwood
- Robert Conrad (VF : Pierre Hatet) : Le général Wombat
- Robert Webber (VF : Philippe Dumat) : Harvey
- Dean Stockwell (VF : Bernard Alane) : Hacker
- G. D. Spradlin (VF : Jacques Thébault) : Jack Philindros
- John Saxon (VF : Jean Roche) : Homer Hubbard
- Henry Silva (VF : Mostéfa Stiti) : Rafeeq Abdallah
- Leslie Nielsen (VF : Claude Joseph) : Mallory
- Rosalind Cash (VF : Arlette Thomas) : Mme Ford
- Hardy Krüger (VF : Marc de Georgi) : Helmut Unger
- Katharine Ross (VF : Frédérique Tirmont) : Sally Blake
- Cherie Michan (VF : Marie-Christine Darah) : Erika
- Tom McFadden (VF : Daniel Gall) : Le révérend Billy Bob Harper
- Joseph Whipp (VF : Michel Derain) : John Brown
- Ivy Bethune (VF : Monique Mélinand) : La femme au foyer
- Jennifer Jason Leigh (VF : Françoise Dasque) : La jeune fille du programme
- Ron Moody : Le roi Awad